# Stryghøvl
Strygbænk, der også kaldes Stryghøvl, er bødkerens 75–300 cm lange høvl, der ligger med sålen opad, og hvorpå bødkeren stryger staverne, dvs. høvler dem på kanten. Dialektisk er ordet anvendt om almindelig rubank.
Både i Danmark og i Norge begynder egentligt bødkrede arbejder at optræde i fund fra yngre romersk jernalder (ca år 100-400 e.Kr.), fra hvilken tid vi også har den ældste høvl. Det må derfor formodes, at noget der minder om stryghøvlen, har været kendt på denne tid, men noget endeligt bevis for dens eksistens er endnu ikke fremdraget.
Bødkerarbejde kom for at blive, og i de følgende årtusinder optræder det i mangfoldige sammenhænge.

## Ekstern Henvisning
- Brøndsted, Johannes: Danmarks Oldtid bd III, 1966
- Træsmedens Håndværktøj Arkiveret 16. september 2008 hos  Wayback Machine